# مات (داکوتای شمالی)
مات(به انگلیسی: Mott) شهری در ایالت داکوتای شمالی کشور ایالات متحده آمریکا است که جمعیت آن در سرشماری سال ۲۰۱۰ میلادی، ۷۲۱ نفر بوده‌است.